# 福澤達哉
福澤 達哉（ふくざわ たつや、1986年7月1日 - ）は、日本の元男子バレーボール選手。

## 来歴
京都府京都市出身。兄がやっていた影響で、小学4年生からバレーボールを始める。
中学時代の通知票はオール5のスマートな一面もある。
洛南高等学校を経て、指定校推薦で中央大学法学部法律学科に進学。大学1年の時に日本代表に選出され、2005年ワールドリーグで代表デビューを飾った。
2008年、日本代表に再選出。北京オリンピック世界最終予選を経て、清水邦広と共に最年少で北京オリンピックに出場した。同年パナソニックパンサーズの内定選手となり、2008-2009年Vプレミアリーグの新人賞を獲得した。
2009年、大学卒業後にパナソニックに入団し、黒鷲旗大会で若鷲賞とベスト6を獲得。アジア選手権では2年ぶりの優勝に貢献し、最優秀選手賞を受賞。ワールドグランドチャンピオンズカップ（グラチャン）では、日本男子32年ぶりの銅メダル獲得に貢献し、ベストスパイカー賞を獲得した。
2010年、Vプレミアリーグと黒鷲旗大会のパナソニックの優勝に貢献し、ベスト6に選出された。2012年3月、2011/12プレミアリーグの優勝に大きく貢献し、MVP・ベスト6に輝いた。
2015/16年シーズンは日本を離れ、ブラジルスーパーリーグのマリンガへ移籍することが発表された。2019/20シーズンも日本を離れ、フランスリーグのパリ・バレーに移籍。
2シーズンフランスでプレーし、2021年開催の東京オリンピックに向けて励んできたが、若手の台頭もあり、その最終メンバーから落選した。
2021年7月14日、現役引退を発表。8月14日にパナソニックの選手が出場する引退ラストマッチが開催され、現役引退となった。引退後は社業に専念の予定。
2022年1月、福澤と同じアウトサイドヒッターで東京オリンピックに出場した若手・大塚達宣（当時早稲田大学3年）がパナソニックに入団し、福澤がつけていた背番号15が引き継がれた。

## 球歴
- 日本代表 - 2005年、2008年-2013年、2016年、2018-2021年
  - オリンピック - 2008年
  - 世界選手権 - 2018年
  - バレーボールワールドカップ - 2011年、2019年
  - ワールドグランドチャンピオンズカップ - 2009年、2013年
  - ワールドリーグ - 2005年、2008年、2009年、2011年、2012年、2013年、2014年
  - バレーボールネーションズリーグ - 2018年、2019年、2021年

## 受賞歴
- 2009年
  - 2008/09 Vプレミアリーグ 新人賞
  - 第58回黒鷲旗全日本男女選抜大会　若鷲賞（新人賞）、ベスト6
  - アジア選手権 最優秀選手賞
  - ワールドグランドチャンピオンズカップ ベストスパイカー賞
- 2010年
  - 2009/10 Vプレミアリーグ ベスト6
  - 第59回黒鷲旗全日本男女選抜大会 ベスト6
- 2012年 - 2011/12 Vプレミアリーグ MVP・ベスト6
- 2013年 - 2012/13 Vプレミアリーグ ベスト6賞[10]
  - 2013年 - 第62回黒鷲旗全日本男女選抜大会 ベスト6[11]
- 2014年 - 第63回黒鷲旗全日本男女選抜大会 ベスト6

## 所属チーム
- 京都市立下鳥羽小学校
- 京都市立伏見中学校
- 洛南高等学校
- 中央大学
- パナソニックパンサーズ（2009-2021年）
  -  マリンガ（2015-2016年）
  -  パリ・バレー（2019-2021年）